# Ichijō Kaneteru
Ichijō Kaneteru (一条 兼輝, né le 20 mai 1652, mort le 27 octobre 1705), fils de Ichijō Norisuke, est un noble de cour japonais (kugyō) de l'époque d'Edo (1603-1868). Il est aussi connu sous le nom de « Ichijō Fuyutsune » (一条 冬経). Il exerce la fonction de grand chancelier kampaku de 1682 à 1687 pour l'empereur Reigen et régent sesshō de 1687 à 1689 pour l'empereur Higashiyama et régent kampaku toujours pour cet empereur, de 1689 à 1690. Il épouse une fille de Tokugawa Mitsusada, deuxième daimyo du domaine de Wakayama et le couple adopte Ichijō Kaneka pour fils.